# Wolfsbergi járás
A Wolfsbergi járás Ausztriában, Karintia tartományban található. Wolfsbergi járás Sankt Veit an der Glan-i, Völkermarkti, Voitsbergi, Deutschlandsbergi és Murtali járásokkal határos. Lakosainak száma 52 726 fő (2019. január 1.).

## A járáshoz tartozó települések
- Bad Sankt Leonhard im Lavanttal
- Frantschach-Sankt Gertraud
- Lavamünd
- Preitenegg
- Reichenfels
- Sankt Andrä
- Sankt Georgen im Lavanttal
- Sankt Paul im Lavanttal
- Wolfsberg